# 阿爾普山 (布雷根茨森林山脈)
47°19′43″N 9°46′30″E / 47.32861°N 9.77500°E

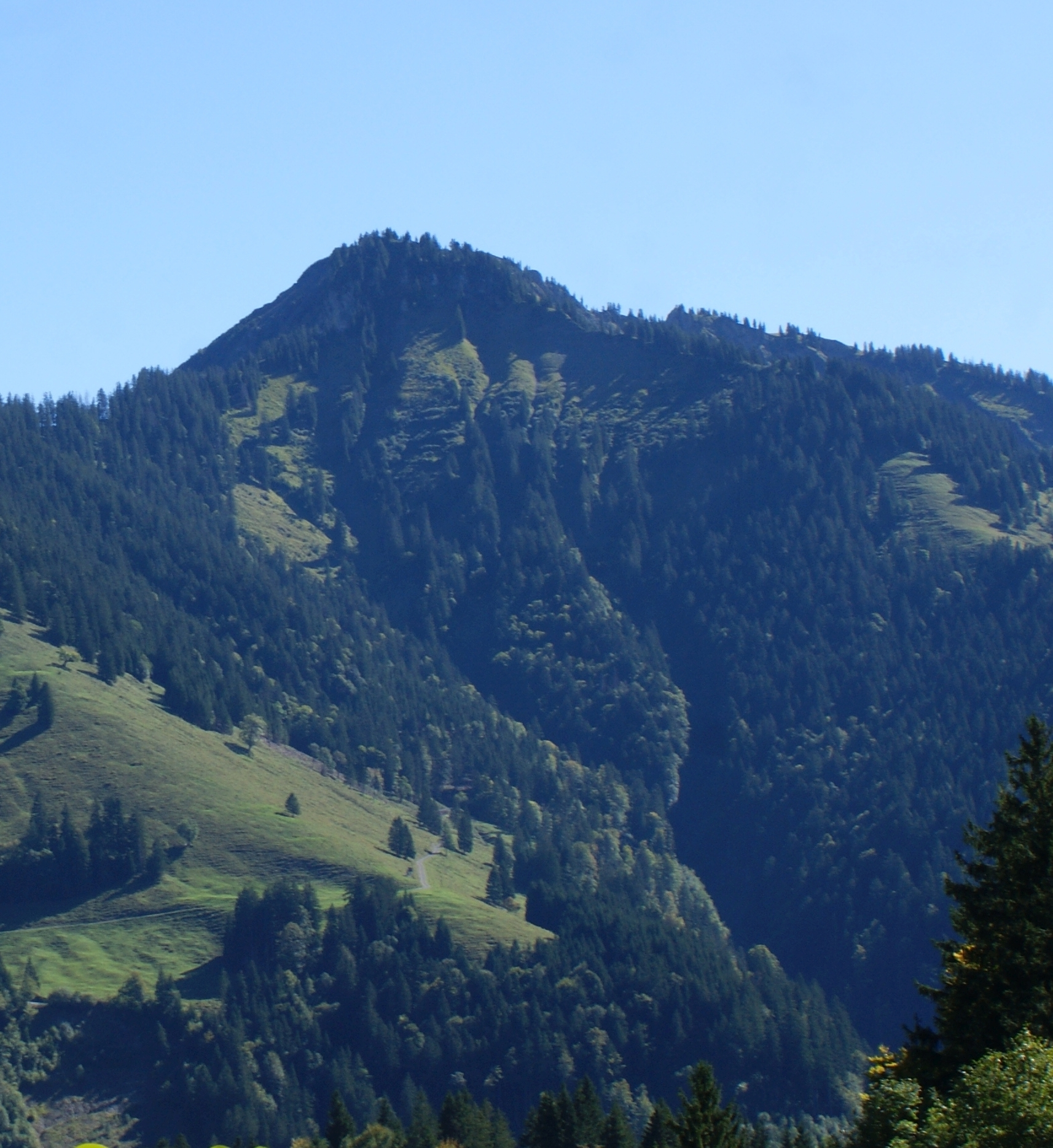

阿爾普山（德語：Alpkopf），是奧地利的山峰，位於該國西部，由福拉爾貝格州負責管轄，屬於布雷根茨森林山脈的一部分，海拔高度1,788米，每年平均降雨量1,852毫米。